# Heterosamara cabrae
Heterosamara cabrae là một loài thực vật có hoa trong họ Polygalaceae. Loài này được (Chodat) Paiva mô tả khoa học đầu tiên năm 1998.